# 泰国林蛇
泰国林蛇（学名：Boiga siamensis）也称灰林蛇，一种分布于孟加拉国、不丹、尼泊尔、印度东北部、缅甸、泰国、老挝、越南、柬埔寨以及中国云南等地区的爬行动物，隶属于游蛇科林蛇屬。